# پاریکشیت

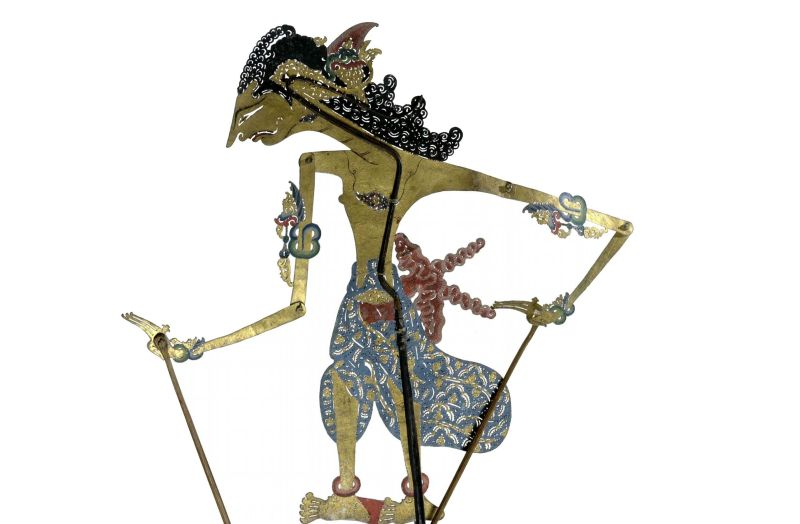
پاریکشیت در تئاتر وایانگ در جاوه.

طبق مهاباراتا و پوراناهاپاریکشیت(به سانسکریت:परिक्षित्)، یک پادشاه از سلسله کورو است که بر جدهشتر برای براندازی هاستیناپور پیروزی می‌یابد.